# Scomberoides tala
Scomberoides tala är en fiskart som först beskrevs av Cuvier 1832.  Scomberoides tala ingår i släktet Scomberoides och familjen taggmakrillfiskar. Inga underarter finns listade i Catalogue of Life.